# Daniela Mogurean
Daniela Mogurean (Chisináu, Moldavia, 16 de julio de 2001) es una deportista italiana de origen moldavo que compite en gimnasia rítmica, en la modalidad de conjuntos.
Participó en dos Juegos Olímpicos de Verano, obteniendo dos medallas de bronce en la prueba de conjuntos, en Tokio 2020 (junto con Martina Centofanti, Agnese Duranti, Alessia Maurelli y Martina Santandrea) y en París 2024 (con Alessia Maurelli, Martina Centofanti, Agnese Duranti y Laura Paris).
Ganó ocho medallas en el Campeonato Mundial de Gimnasia Rítmica entre los años 2021 y 2023, y diez medallas en el Campeonato Europeo de Gimnasia Rítmica entre los años 2021 y 2024.

## Palmarés internacional
| Juegos Olímpicos   | Juegos Olímpicos   | Juegos Olímpicos  | Juegos Olímpicos           |
| Año                | Lugar              | Medalla           | Prueba                     |
| ------------------ | ------------------ | ----------------- | -------------------------- |
| 2020               | Tokio (Japón)      | Medalla de bronce | Conjuntos                  |
| 2024               | París (Francia)    | Medalla de bronce | Conjuntos                  |
| Campeonato Mundial |                    |                   |                            |
| Año                | Lugar              | Medalla           | Prueba                     |
| 2021               | Kitakyushu (Japón) | Medalla de oro    | 3 con aro + 2 con mazas    |
| 2021               | Kitakyushu (Japón) | Medalla de plata  | Concurso completo          |
| 2021               | Kitakyushu (Japón) | Medalla de plata  | 5 con pelota               |
| 2022               | Sofía (Bulgaria)   | Medalla de oro    | Equipo                     |
| 2022               | Sofía (Bulgaria)   | Medalla de oro    | 5 con aro                  |
| 2022               | Sofía (Bulgaria)   | Medalla de plata  | 3 con cinta + 2 con pelota |
| 2023               | Valencia (España)  | Medalla de bronce | 5 con aro                  |
| 2023               | Valencia (España)  | Medalla de bronce | Equipo                     |
| Campeonato Europeo |                    |                   |                            |
| Año                | Lugar              | Medalla           | Prueba                     |
| 2021               | Varna (Bulgaria)   | Medalla de plata  | Concurso completo          |
| 2021               | Varna (Bulgaria)   | Medalla de bronce | 3 con aro + 2 con mazas    |
| 2022               | Tel Aviv (Israel)  | Medalla de oro    | 5 con aro                  |
| 2022               | Tel Aviv (Israel)  | Medalla de oro    | 3 con cinta + 2 con pelota |
| 2022               | Tel Aviv (Israel)  | Medalla de plata  | Concurso completo          |
| 2022               | Tel Aviv (Israel)  | Medalla de plata  | Equipo                     |
| 2023               | Bakú (Azerbaiyán)  | Medalla de bronce | 5 con aro                  |
| 2024               | Budapest (Hungría) | Medalla de oro    | 5 con aro                  |
| 2024               | Budapest (Hungría) | Medalla de plata  | Concurso completo          |
| 2024               | Budapest (Hungría) | Medalla de plata  | Equipo                     |